# Val d'Ega
La Val d'Ega (Eggental in tedesco) è una valle dell'Alto Adige che inizia pochi chilometri a nord di Bolzano e si estende verso sud-est sino al passo di Costalunga che porta in val di Fassa. Il Passo di Lavazè la mette inoltre in comunicazione con la val di Fiemme. Prende il nome dal torrente omonimo, affluente dell'Isarco.
Nel tratto iniziale è costituita da una stretta gola, larga in alcuni tratti pochi metri, mentre si allarga nella parte superiore. È celebre per il lago di Carezza, situato a 1.550 metri sul livello del mare, dal quale è possibile scorgere da una posizione unica il massiccio del Latemar. Rinomata è anche la località di turismo invernale di Obereggen.
Oggi una galleria permette di percorrere la valle evitando i primi chilometri dall'imbocco, particolarmente impegnativi alla guida per l'esigua larghezza della valle, ma anche piuttosto suggestivi per la stessa ragione.

## Storia
Anticamente la val d'Ega era divisa tra popolazioni di lingua ladina, provenienti dalla vicina val di Fassa, e tedesca. La componente ladina, che abitava nell'alta valle, corrispondente all'odierno comune di Nova Levante, scomparve progressivamente a partire dal XVII secolo.
Tra le frazioni di Cardano e Ponte Nova, nella parte bassa della valle, ai tempi del fascismo Mussolini dette l'ordine di fortificare il confine. Vennero così costruiti nel 1939 alcuni bunker, che fanno parte del vallo alpino in Alto Adige, e più precisamente dello sbarramento val d'Ega.